# Joe Swail
Joe Swail, född 29 augusti 1969, är en professionell snookerspelare från Belfast, Nordirland. I februari 2011 var han rankad som nummer 45 i världen.
2009 nådde Joe Swail efter 18 år sin första rankingfinal. Matchen spelades mot Ali Carter i Welsh Open 2009, men förlorades av Swail.

## Titlar

### Mindre rankingtitlar
- Strachan Challenge - 1993

### Fotnoter
1. ↑  2010/11 Official Rankings (Revision Two)
2. ↑  http://prosnookerblog.com/2009/02/22/welsh-open-2009-captain-carter-flies-to-welsh-glory/